# 小行星5455
小行星5455（英語：5455 Surkov）是一颗围绕太阳公转的小行星。1978年9月13日，尼古拉·切爾尼赫在克里米亚发现了此天体。
这颗小行星的绝对星等为13.6等。